# Рено I (граф Невера)
Рено I (фр. Renaud I de Nevers; ок. 1000 — 29 мая 1040), граф Невера и Осера с 1028. Сын Ландри де Монсо, графа Осера и Невера, и Матильды, дочери Отто-Гильома, граф Бургундии, представитель Неверского дома.

## Биография
В 1005 году, во время войны короля Франции Роберта II Благочестивого против графа Бургундии Отто-Гильома, Ландри де Монсо выторговал себе титул графа Осера и договорился о женитьбе своего сына Рено на дочери Роберта Гедвиге (Адвисе). В 1116 году этот брак был заключен.
После смерти Ландри в 1028 году Рено наследовал ему в Невере и Осере. Его брат Бодон получил как приданое жены графство Вандом.
При Рено начался затяжной конфликт с герцогом Бургундии Робертом I по поводу границы между герцогством и графством Осер. В результате этой борьбы 29 мая 1040 года между Робертом I и Рено состоялось сражение при Сеньеле, в котором Рено погиб. Ему наследовал старший сын Гильом I.

## Брак и дети
Жена с 1016: Гедвига (Адвиса) Французская (1003 — не ранее 1063), дочь Роберта II, короля Франции и Констанции Арльской.
- Гильом I (1029—1083/1100), граф Невера и Осера с 1040, граф Тоннера с 1065
- Генрих (ум. после 1096)
- Ги (ум. 1084), сеньор де Нуатр, регент графства Вандом
- Роберт Бургундец (ок. 1035 — после 1098), сеньор де Краон

Также дочерью Рено иногда называется Аделаида, хотя её происхождение точно не установлено.
- Аделаида; муж — Жоффруа II (умер 1070/1080, Клюни), сеньор де Семюр-ан-Брионне